# Can Bori (Bigues)
Can Bori és una masia a Bigues (poble del Vallès) a prop de l'extrem nord-est del terme municipal, a la part alta i a l'esquerra del torrent de Can Bori, a prop, a sota i al sud-oest de Sant Bartomeu de Mont-ras, en el vessant de ponent del Turó de l'Arbocer. És al nord-est de Can Feliuà i del Coll Ventós, a llevant de Can Torroella, al sud-est de Can Canals, al sud-oest de Can Xesc i molt a prop i al nord-oest de la masia de Collfred. A prop seu, al nord-est, hi ha les restes de la masia de Can Mirambell.
Està inclosa en el «Catàleg de masies i cases rurals» de Bigues i Riells.